# Квітень 2015
Квітень 2015 — четвертий місяць 2015 року, що розпочався в середу 1 квітня та закінчився в четвер 30 квітня.

## Події
- 1 квітня
  - Померла найстаріша жителька Землі Окава Місао.[1]
- 2 квітня
  - Бойовики Аш-Шабаабу атакували Університет Гарісси в Кенії, вбивши більше 140 людей.[2][3]
  - Затонув російський траулер біля Камчатки. 63 із 132 людей на борту було врятовано.[4]

- 5 квітня

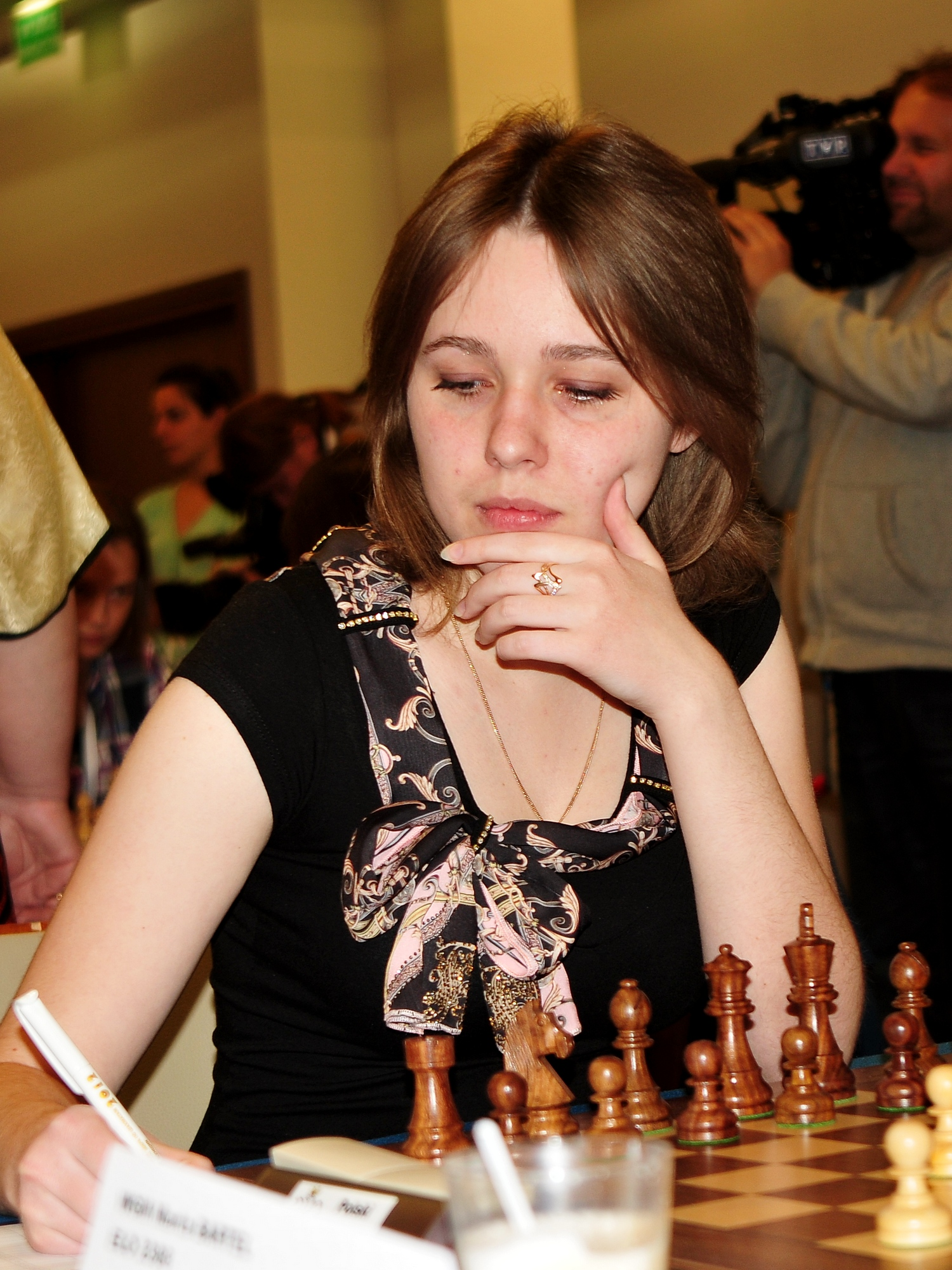
Марія Музичук

  - Марія Музичук (на фото) стала чемпіонкою світу з шахів серед жінок, перемігши у фіналі росіянку Наталю Погоніну з рахунком 2½ — 1½.[5]
  - Великий адронний колайдер запустили після дворічної перерви на покращення.[6]
- 9 квітня
  - Верховна Рада України прийняла чотири закони, спрямовані на декомунізацію.[7][8][9]
- 11 квітня
  - Вночі в Харкові невідомими було повалено пам'ятники більшовикам Орджонікідзе, Свердлову та Руднєву.[10]
- 12–17 квітня
  - Внаслідок лісових пожеж у Росії загинуло щонайменше 29 осіб та 6 тисяч осіб втратили дім.[11][12][13]
- 13 квітня
  - Аналіз даних з марсоходу «К'юріосіті» вказує на можливість існування рідкої води на Марсі.[14][15]
  - У Нігерії спалахнула невідома епідемія. Від захворювання загинули щонайменше 18 осіб у південно-східній Нігерії. Вона почалася в місті Оді-Іреле в Ондо і швидко поширилася. Хвороба характеризується такими ознаками: затуманений зір, гострий головний біль, втрата свідомості і маси тіла. Смерть наступає після 24 годин після початку прояву симптомів. Лабораторні тести виключили, гарячку Ебола або будь-який інший відомий вірус.[16][17][18]
- 14 квітня
  - Барак Обама ухвалив рішення про виключення Куби зі списку країн-спонсорів тероризму.[19]
  - З 550 мігрантів на судні з Лівії, що перекинулося, врятовано 150.[20]
- 15 квітня
  - У Києві вбито екс-регіонала Олега Калашнікова.[21]
- 16 квітня
  - Артем Ситник призначений Директором Національного антикорупційного бюро України.[22][23]
  - У Києві вбито журналіста Олеся Бузину.[24]

- 18 квітня

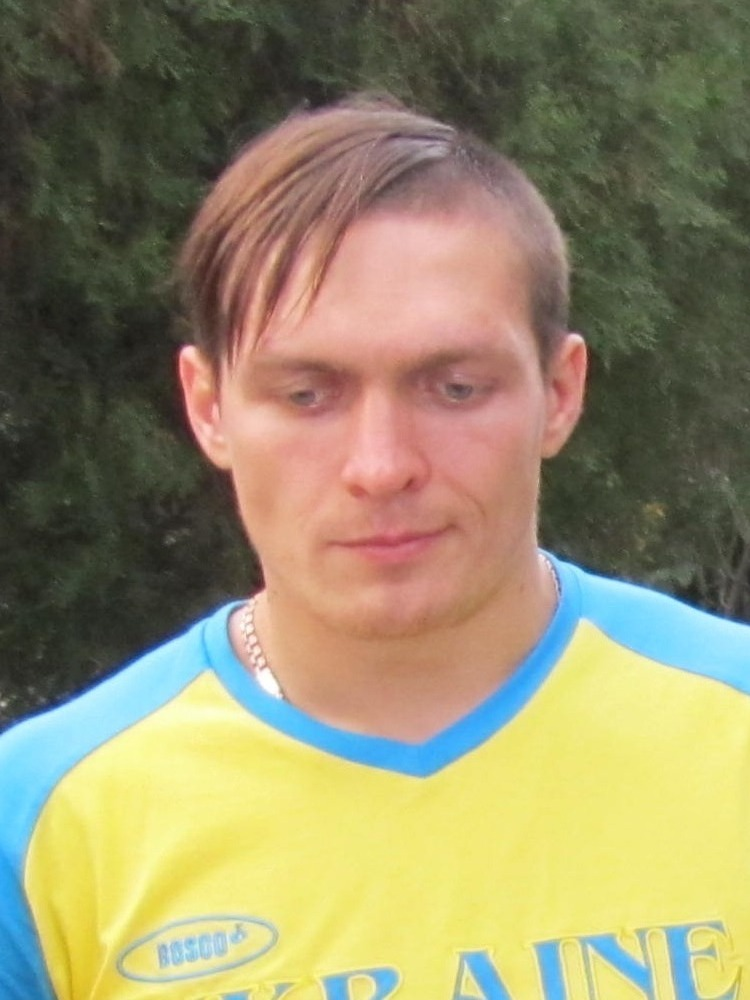
Усик Олександр Олександрович

  - Олександр Усик переміг росіянина Андрія Князева технічним нокаутом у 8-у раунді.[25]
- 19 квітня
  - З 700 мігрантів на судні з Лівії, що перекинулося, врятовано лише 28.[26]
- 23 квітня
  - Футбольний клуб «Дніпро» вперше вийшов до півфіналу Ліги Європи[27]
- 25 квітня
  - В Непалі відбувся руйнівний землетрус магнітудою в 7,9 балів.[28]
- 25–28 квітня
  - У Балтиморі масові заворушення, викликані смертю афроамериканця Фредді Грея

- 26 квітня

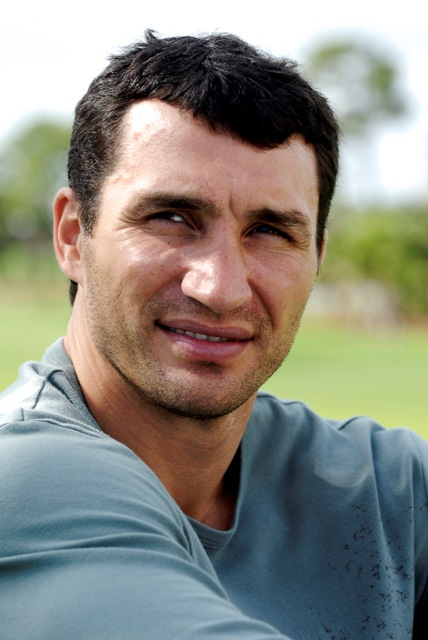
Кличко Володимир Володимирович

  - Володимир Кличко захистив чемпіонські звання, перемігши Браянта Дженнінгса.[29]
- 28 квітня
  - Збірна України з шахів виборола срібні нагороди на командному чемпіонаті світу.[30]
- 29 квітня
  - Російський вантажний космічний корабель Прогрес М-27М не зміг зістикуватися з МКС і почав неконтрольоване сходження з орбіти.[31]